# Try Me, I Know We Can Make It
«Try Me, I Know We Can Make It» — песня американской певицы Донны Саммер, записанная для её третьего студийного альбома A Love Trilogy, выпущенного в 1976 году. Авторами песни выступили сама Саммер, Джорджо Мородер, Пит Белотт, которые также стали продюсерами.
Длительность альбомной версии песни составила почти восемнадцать минут, одна песня заняла всю первую сторону альбома. Прошлый сингл Саммер «Love to Love You Baby» имел продолжительность семнадцать минут, что не помешало ему пробиться на верхние строчки хит-парадов и стать одним из главных хитов года, поэтому формат был повторён. Отредактированные версии сингла также были выпущены в качестве семидюймового сингла.
Песня достигла восьмидесятого места в американском поп-чарте и тридцать пятого в соул-чарте, но большей популярности она добилась среди диско-аудитории, став для Саммер вторым синглом номер один в танцевальном чарте — песня оставаясь на вершине этого чарта в течение трёх недель.

## Позиции в хит-парадах
| Хит-парад (1976)                      | Высшая позиция |
| ------------------------------------- | -------------- |
| Бельгия/Валлония (Ultratop 50)        | 14             |
| Германия (GfK)                        | 42             |
| Испания (PROMUSICAE)                  | 6              |
| Италия (Musica e dischi)              | 12             |
| Канада (RPM Top Singles)              | 68             |
| Мексика (Radio Mil)                   | 3              |
| Нидерланды (Tipparade)                | 8              |
| США (Billboard Dance Club Songs)      | 1              |
| США (Billboard Hot 100)               | 80             |
| США (Billboard Hot R&B/Hip-Hop Songs) | 35             |
| Франция (IFOP)                        | 45             |

## Использование в медиа
- Данную песню можно услышать в советском фильме «Не стреляйте в белых лебедей» 1980 года.